# Михаїл Митроцький
Михаїл Митроцький (11 серпня 1883, Люблінська губернія, Царство Польське — 10 жовтня 1937) — протоієрей Російської православної церкви. Член IV Державної думи. Жертва московсько-більшовицького терору.

## Утворення
Закінчив Холмську духовну семінарію (1904), Київську духовну академію (1908) зі ступенем кандидата богослов'я. 

## Священик Київської єпархії
З 1908 — священник. Був законовчителем Острозької гімназії, потім Київським єпархіальним місіонером.  
З 1912 — парафіяльний священник містечка Медведин Канівського повіту Київської губернії.  
У тому ж році запрошений викладачем Київської духовної академії, однак відмовився через обрання членом IV Державної думи. Автор кількох книг популярного характеру на релігійні теми. 

## Політична діяльність
Активно займався політичною діяльністю.  
З 1910 — член ради Київського відділу Союзу російського народу, був членом Київського клубу російських націоналістів.  
З 1912 — член Державної думи, входив до фракції російських націоналістів і помірно-правих. Був секретарем комісії з релігійних питань, обирався до комісії з народної освіти, був членом комісії зі старообрядницьких справ. Виступав переважно з питання російсько-польських відносин, проти впливу різних сект, на захист інтересів Російської православної церкви. Був прихильником боротьби за тверезість — у 1914 редагував у Петербурзі щомісячний журнал «Отрезвление» («Протверезіння»). 
У роки Першої світової війни був священиком лазарету Державної Думи, що працював на фронті. Разом з ним, для допомоги пораненим вирушила на фронт і його дружина.  
У 1915, за клопотанням архієпископа Євлогія Георгіївського був призначений членом церковного управління на Галичині. Владика Євлогій характеризував його як «енергійного працівника, здатного, розумного, за характером гарячого». 
У серпні 1915 після розколу фракції російських націоналістів і помірно-правих на дві самостійні фракції залишився в тій з них (на чолі з Петром Балашовим), яка перебувала в союзі з крайніми правими, виступаючи з різкою критикою опозиційного Прогресивного блоку.  
У січні 1917 склав для Миколи II «Нотатку» від «православних російських кіл Києва», де піддавав різкій критиці діяльність опозиційної громадськості і преси. «В ім'я блага вітчизни, в ім'я перемоги над ворогом», автор «Нотатки» просив царя «поставити Державну Думу на вказане їй основними законами місце» або, «через її абсолютне небажання працювати в умовах існуючого державного ладу», зовсім розпустити Думу. 

## Священник і викладач в Петрограді
Після Лютневої революції залишився в Петрограді, де з 1 січня 1918 в сані протоієрея почав служити в Хрестовоздвиженській (Ніколо-Трунилівській) церкві на Петроградському боці. Напочатку 1920-х батько Михаїла викладав на Богословських курсах при Введенській церкві на Петроградському боці.  
З квітня 1921 — асистент кафедри порівняльного богослов'я, а з листопада 1923 — викладач кафедри церковного проповідництва Петроградського Богословського інституту, а згодом і професор. Також керував місіонерським гуртком. 
Після закриття Богословського інституту спільно з протоієреєм П. Анікєєвим керував богословським гуртком при Хрестовоздвиженській церкві.  
У 1924 — 1925 читав догматичне богослов'я на богословських курсах центрального міського району, а з 1925 — на Вищих богословських курсах. Був прихильником церковно-політичного курсу митрополита Сергія Страгородського. Вважав, що необхідні компроміси з совєцькою владою, аби «паралізувати зрадницьку роботу обновленців». 

## У в'язницях і таборах
У 1927 заарештований, засуджений до п'яти років ув'язнення і відправлений до Соловецького табору особливого призначення — СЛОН. За спогадами письменника-«соловчанця» Олега Волкова, «ні десятирічний термін, ні пройдені випробування не відучили батька Михайла радіти життю. Ця здатність — бачити його добрий початок — передавалася і його співрозмовникам: біля нього життя і справді здавалося світлішим. Не повчаючи і не наставляючи, він умів розвіяти смуток — чи розумним словом, чи жартом. Не проти був пожартувати і над собою. Отець Михаїл анітрохи не грішив супроти істини, кажучи, що не обтяжується своїм положенням і дякує Богові, що привів його на Соловки. Тут — могили тисяч праведників. І молиться він перед іконами, на які хрестилися угодники і подвижники. Віра цього вченого богослова, академіка, була по-дитячому безпосередня. Вірив він усім єством, органічно. З нашого щоденного спілкування я виніс чітке враження про нього як про людину мудру і велику. За манерою жити, вмінням входити у справи і потреби інших можна було судити про рідкісну доброту — ту, що з розумом. Його винахідливість і гострота в суперечках дозволяли уявити, як блискучі були виступи депутата Державної думи священника Михаїла Митроцького з її трибуни». 
У 1930 заарштований на Соловках, перевезений до Ленінграда для додаткового зізнання про його «контрреволюційну діяльність» у так званій « Академічній справі» («справі Академії Наук»). Як згадував Микола Анциферов, у камері № 22 ДПЗ на Шпалерній вели суперечки представники відразу трьох напрямків православ'я — сергіанець Митроцький, обновленський єпископ Олександр та прихильник йосифлянства.  
10 травня 1931 Митроцький засуджений до розстрілу, який був замінений десятьма роками ув'язнення. У справі проходив і його брат, священник Олександр Митроцький, який отримав п'ять років таборів. 
Відбував новий термін на Соловках. Перебуваючи в ув'язненні, говорив: «Думаю, настав час, коли Російській Православній Церкві потрібні сповідники. Через них вона очиститься і прославиться. У цьому Промисел Божий. Послане випробування зміцнить віру. Слабкі і малодушні відпадуть. Зате ті, що залишаться, будуть її опорою, якою були мученики перших століть». Часто ризикуючи собою, рятував інших ув'язнених: влаштовував перехід на більш легку роботу, клопотав, аби ослаблених помістили до лікарні. 

## Останній арешт і загибель
Після звільнення проживав у свого брата Олександра в селі Домкіно Фіровського району Тверської області.  
8 серпня 1937 заарештований і за вироком трійки УНКВС Тверської області від 29 вересня 1937 засуджений до розстрілу «за антирадянську агітацію».  
10 жовтня того ж року вирок був виконаний. 
Його брат був заарештований 9 жовтня 1937 і засуджений до розстрілу 1 листопада 1937. Розстріляний 3 листопада 1937. 

## Праці
- За Русь Святую, за Веру Православную и за Царя Самодержавного (По поводу исполнившегося 12 января 1910 года 300-летия со дня снятия осады Троице-Сергиевой лавры поляками). Киев, 1910.
- Что такое секта баптистов? Киев, 1913.
- Как читать Священное Писание. СПб., 1914.
- О прославлении святых. СПб., 1914.